# Drânceni
Drânceni é uma comuna romena localizada no distrito de Vaslui, na região de Moldávia. A comuna possui uma área de 63.16 km² e sua população era de 4686 habitantes segundo o censo de 2007.